# Natal (colonie)
Pour les articles homonymes, voir Natal.
1843–1910
Entités précédentes :
- Natalia
- Royaume zoulou
 (1887)

Entités suivantes :
- Province de Natal

Le Natal est une colonie britannique sud-africaine, ayant existé de 1843 à 1910. Elle succédait historiquement et géographiquement à la république boer de Natalia. En 1887, elle intégra le Royaume zoulou.
En 1910, constitutive de l'Union sud-africaine, nouvel État, elle devint la province de Natal.

## Histoire

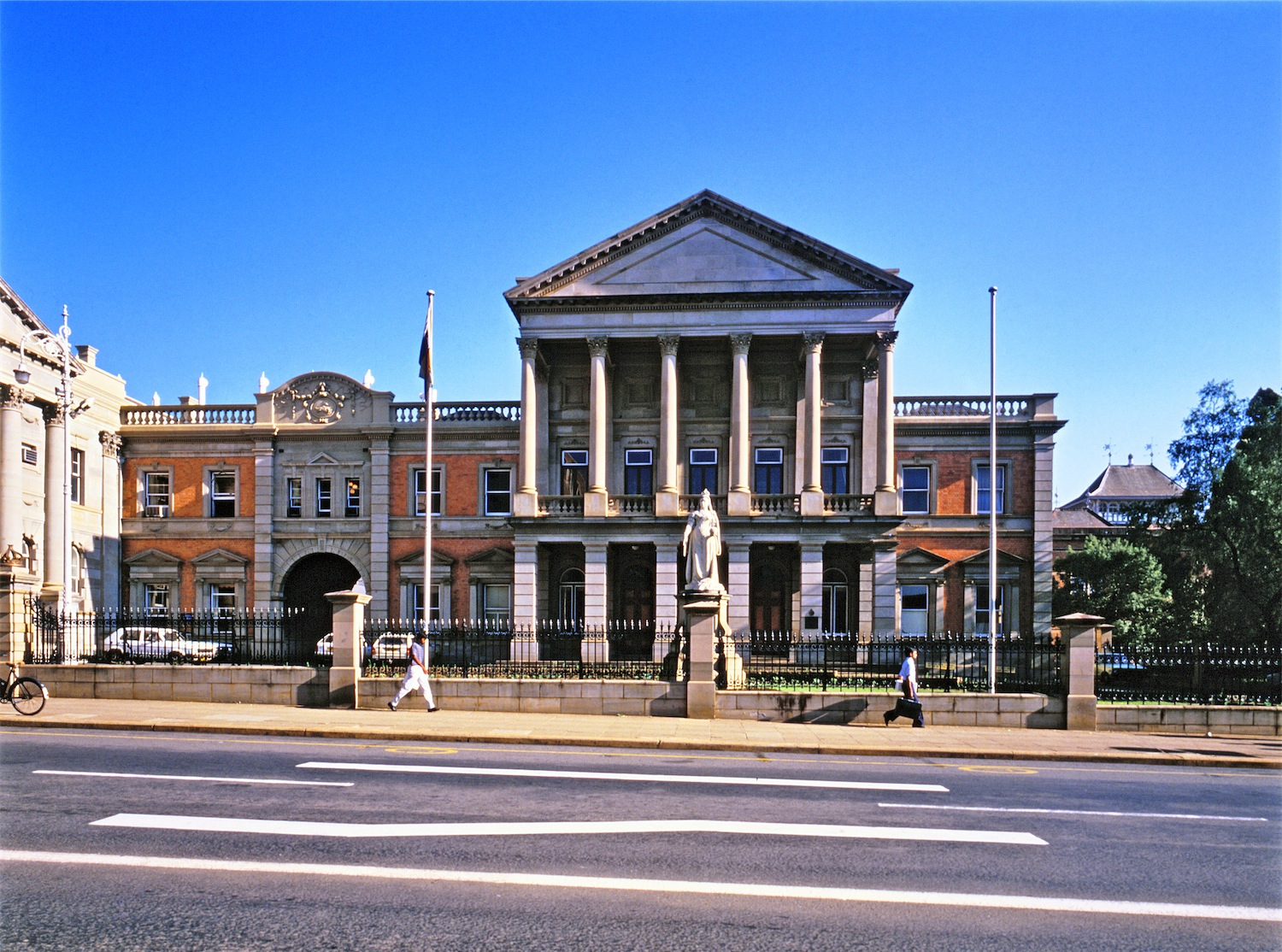
Ancien parlement de la colonie du Natal à Pietermaritzburg.

La république de Natalia est annexée par le Royaume-Uni en 1843 et devient une colonie britannique administrée par le gouverneur de la colonie du Cap.
En 1856, les 10 000 colons du Natal obtiennent l'autonomie législative. L'économie de la colonie est alors centrée sur la culture de la canne à sucre. Refusant de faire appel aux Africains confinés dans les réserves territoriales du territoire, le gouvernement britannique fait appel à ses possessions indiennes et asiatiques pour qu'elles fournissent la main-d'œuvre suffisante au développement économique des plantations de cannes. La production de café est stoppée à la fin des années 1870 à cause de la propagation d'une maladie, la rouille du café, venue de Ceylan et des colonies anglaises et néerlandaises.
Entre 1866 et 1911, plus de 150 000 travailleurs sous contrat, originaires principalement de Madras et de Calcutta en Inde, débarquèrent au Natal auxquels s'ajoutèrent plusieurs milliers d'Indiens gujarati qui s'établirent librement comme commerçants.
La durée des contrats de travail étaient de 5 ans, renouvelables une fois. Au terme de celui-ci, les Indiens se voyaient offrir un billet de retour pour leur pays d'origine ou un lopin de terre à exploiter, option que deux-tiers d'entre eux choisirent, fixant définitivement leur demeure en Afrique du Sud.
En 1893, le Natal devient une colonie à part entière de la Couronne britannique, dotée de son propre gouverneur.
En 1897, le Zoulouland est annexé au Natal.
Les Indiens sont privés du droit d’élire leurs représentants à l’Assemblée, tandis que diverses lois restreignent leur entrée ou leurs déplacements dans le pays.
Le 31 mai 1910, le dominion de l'union de l'Afrique du Sud était établi. Il comprenait l'ancienne colonie du Cap (rassemblée avec le Griqualand, le Stellaland et le Béchuanaland britannique), le Natal, l'État libre d'Orange et le Transvaal.